# Raphael David Levine
Raphael David Levine (hébreu : רפאל לוין, né le 29 mars 1938) est un chimiste israélien qui est professeur à l'université hébraïque de Jérusalem et au département de chimie et de biochimie, université de Californie à Los Angeles et le Crump Institute for Molecular Imaging de la David Geffen School of Medicine de l'UCLA.

## Biographie
Raphael David Levine est né le 29 mars 1938 à Alexandrie, en Égypte. Il est professeur Max-Born de philosophie naturelle à l'université hébraïque de Jérusalem et professeur distingué à l'université de Californie à Los Angeles.
Raphael D. Levine est connu pour ses contributions à la théorie moderne des collisions chimiquement réactives et des réactions unimoléculaires. Il joue un rôle majeur dans l'application des principes de la mécanique quantique à la description du changement physique dans une réaction d'un point de vue microscopique, introduisant de nombreux nouveaux concepts et termes qui sont devenus la norme dans ce domaine. Il a travaillé sur la théorie quantique des taux absolus, le premier traitement quantique de la photodissociation moléculaire, l'élucidation du rôle des résonances dans les collisions moléculaires réactives, la théorie de la dissociation induite par collision et les fondements de la stéréochimie dynamique.
En 1968, il reçoit le prix annuel de l'Académie,  en 1974, le prix Israël, en sciences exactes, en 1988, le prix Wolf de chimie avec Joshua Jortner de l'université de Tel Aviv « pour leurs études théoriques incisives élucidant l'acquisition et l'élimination de l'énergie dans les systèmes moléculaires et les mécanismes de sélectivité et de spécificité dynamiques. » En 1992, il reçoit le prix Rothschild, en 1996, le prix Max-Planck pour la coopération internationale et en 2001, le prix EMET.
Il est membre de l'Académie israélienne des sciences et lettres, de la société Max-Planck, de l'Academia Europaea, de l'Académie américaine des arts et des sciences de la Société américaine de philosophie de l'Académie royale danoise des sciences et des lettres et de l'Académie nationale des sciences des États-Unis.